# Pisiga Bolívar
Pisiga Bolívar (oder kurz: Pisiga) ist eine Ortschaft im Departamento Oruro im Hochland des südamerikanischen Anden-Staates Bolivien.

## Lage im Nahraum
Pisiga ist zentraler Ort des Kanton Pisiga Bolívar Sucre im Municipio Sabaya in der Provinz Sabaya. Die Ortschaft liegt auf einer Höhe von 3701 m an der Grenze zu Chile, zwei Kilometer östlich des chilenischen Grenzortes Colchane. Pisiga liegt am Nordufer des Río Isluga, der von der Laguna Parinacota im chilenischen Nationalpark Volcán Isluga 81 km in östlicher Richtung zum Salzsee Salar de Coipasa fließt.

## Geographie
Pisiga liegt am Rand des bolivianischen Altiplano, der hier nach Westen hin durch die Cordillera Occidental begrenzt wird. Das Klima der Region ist ein typisches Tageszeitenklima, bei dem die mittlere Temperaturschwankung im Tagesverlauf deutlicher ausfällt als im Verlauf der Jahreszeiten.
Das Klima in der Region ist semiarid, der Jahresniederschlag liegt bei niedrigen 200 mm (siehe Klimadiagramm Sabaya). Von April bis November herrscht Trockenzeit mit Monatswerten von weniger als 10 mm Niederschlag, die Feuchtezeit im Sommer ist kurz und der Regen wenig ergiebig. Die Jahresdurchschnittstemperatur liegt bei knapp 7 °C ohne wesentliche Schwankungen im Jahresverlauf, aber mit starken Tagesschwankungen der Temperatur und häufigem Frostwechsel.
Die Vegetation in der Region entspricht der semiariden Puna. Sie ist baumlos und setzt sich vor allem aus Dornsträuchern, Gräsern, Sukkulenten und Polsterpflanzen zusammen. Sie wird wirtschaftlich als Lama-, Alpaka- und Schafweide genutzt.

## Verkehrsnetz
Pisiga liegt in einer Entfernung von 231 Straßenkilometern südwestlich von Oruro, der Hauptstadt des gleichnamigen Departamentos.
Pisiga ist Endpunkt der 279 Kilometer langen und weitgehend unbefestigten Nationalstraße Ruta 12, die von Ocotavi kommend die Stadt Oruro durchquert und dann über Ancaravi, Huachacalla und Sabaya nach Pisiga Bolívar an der chilenischen Grenze führt.

## Bevölkerung
Die Einwohnerzahl des Ortes war in den vergangenen beiden Jahrzehnten deutlichen Schwankungen unterworfen:
| Jahr | Einwohner | Quelle       |
| ---- | --------- | ------------ |
| 1992 | 344       | Volkszählung |
| 2001 | 718       | Volkszählung |
| 2013 | 298       | Volkszählung |
| 2024 |           | Volkszählung |

Die Region weist einen hohen Anteil an Aymara-Bevölkerung auf, im Municipio Sabaya sprechen 62,9 Prozent der Bevölkerung Aymara.